# Chuck Muncie
(en) Statistiques sur pro-football-reference
Harry Vance Muncie dit Chuck Muncie (né le 17 mars 1953 à Uniontown et mort le 13 mai 2013 à Perris) est un joueur américain de football américain.

## Enfance
Muncie est l'un des six enfants d'une famille, impliqué dans le football. Il joue au football lors de sa dernière année au lycée mais une blessure l'oblige à se tourner vers le basket-ball. Chuck va ensuite à l'Arizona Western College mais les entraineurs voient en lui un potentiel et il est transféré à l'université de Californie à Berkeley.

## Carrière

### Université
Muncie détient six records des Golden Bears. Il est apparu une fois en couverture du Sports Illustrated. Il est favori au Trophée Heisman en 1975 et termine second des votes derrière Archie Griffin. Il remporte le W. J. Voit Memorial Trophy (meilleur joueur de la côte pacifique).

### Professionnel
Chuck Muncie est sélectionné au premier tour du draft de la NFL de 1975 par les Saints de La Nouvelle-Orléans au troisième choix. Après la saison 1979, il est sélectionné au Pro Bowl et est nommé MVP de ce match. En 1980, il est échangé aux Chargers de San Diego où il est sélectionné encore deux fois au Pro Bowl. En 1981, il inscrit dix-neuf touchdowns, terminant meilleur scoreur de la NFL lors de cette saison. Muncie aide les Chargers à remporter deux titres de champion de la division AFC West et un titre de champion de l'American Football Conference.
Il se retire à la fin de la saison 1984. Il termine sa carrière avec 6702 yards sur des courses, 263 réceptions pour 2323 yards et soixante-quatorze touchdowns.

## Palmarès
- Pro Bowl : 1979, 1981 et 1982
- MVP du Pro Bowl 1980
- Meilleur marqueur de touchdown de la saison 1981 (dix-neuf touchdowns)
- Seconde équipe de la saison 1979 selon l'UPI
- Équipe de la saison 1981 selon le Pro Football Weekly et l'UPI
- Seconde équipe de la saison 1982 selon l'UPI